# Гран-прі принцеси Лалли Мер'єм
Гран-прі принцеси Лалли Мер'єм (фр. Grand Prix SAR La Princesse Lalla Meryem) — професійний міжнародний тенісний турнір серії WTA, що проводиться на відкритих ґрунтових кортах в марокканскому місті Фес. Це єдиний турнір WTA, що проводиться в Африці. Названий на честь принцеси Лалла Мер'єм, сестри Мухаммеда VI, короля Марокко.

## Фінали

### Одиночний розряд
| Місце проведення | Рік        | Чемпіонка               | Фіналістка               | Рахунок          |
| ---------------- | ---------- | ----------------------- | ------------------------ | ---------------- |
| Рабат            | 2025       | Мая Джойнт              | Жаклін Крістіан          | 6–3, 6–2         |
| Рабат            | 2024       | Пейтон Стернз           | Маяр Шеріф               | 6–2, 6–1         |
| Рабат            | 2023       | Лучія Бронцетті         | Юлія Грабер              | 6–4, 5–7, 7–5    |
| Рабат            | 2022       | Мартіна Тревізан        | Клер Лю                  | 6–2, 6–1         |
| Рабат            | 2020- 2021 | не проводився           | не проводився            | не проводився    |
| Рабат            | 2019       | Марія Саккарі           | Йоганна Конта            | 2–6, 6–4, 6–1    |
| Рабат            | 2018       | Елісе Мертенс           | Айла Томлянович          | 6–2, 7–6(7–4)    |
| Рабат            | 2017       | Анастасія Павлюченкова  | Франческа Ск'явоне       | 7–5, 7–5         |
| Рабат            | 2016       | Тімеа Бачинскі          | Марина Еракович          | 6–2, 6–1         |
| Марракеш         | 2015       | Еліна Світоліна         | Тімеа Бабош              | 7–5, 7–6(7–3)    |
| Марракеш         | 2014       | Марія Тереса Торро Флор | Роміна Опранді           | 6–3, 3–6, 6–3    |
| Марракеш         | 2013       | Франческа Ск'явоне      | Лурдес Домінгес Ліно     | 6–1, 6–3         |
| Фес              | 2012       | Кікі Бертенс            | Лаура Поус Тіо           | 7–5, 6–0         |
| Фес              | 2011       | Альберта Бріянті        | Симона Халеп             | 6–4, 6–3         |
| Фес              | 2010       | Івета Бенешова          | Симона Халеп             | 6–4, 6–2         |
| Фес              | 2009       | Анабель Медіна Ґарріґес | Катерина Макарова        | 6–0, 6–1         |
| Фес              | 2008       | Хісела Дулко            | Анабель Медіна Ґарріґес  | 7–6(2), 7–6(5)   |
| Фес              | 2007       | Мілагрос Секера         | Александра Возняк        | 6–1, 6–3         |
| Рабат            | 2006       | Меган Шонессі           | Мартіна Суха             | 6–2, 3–6, 6–3    |
| Рабат            | 2005       | Нурія Льягостера Вівес  | Чжен Цзє                 | 6–4, 6–2         |
| Касабланка       | 2004       | Емілі Луа               | Людмила Черванова        | 6–2, 6–2         |
| Касабланка       | 2003       | Ріта Гранде             | Антонелла Серра Дзанетті | 6–2, 4–6, 6–1    |
| Касабланка       | 2002       | Патріція Вартуш         | Клара Коукалова          | 5–7, 6–3, 6–3    |
| Касабланка       | 2001       | Жофія Губачі            | Марія Елена Камерін      | 1–6, 6–3, 7–6(5) |

### Парний розряд
| Місце проведення | Рік        | Чемпіонки                                      | Фіналістки                                      | Рахунок               |
| ---------------- | ---------- | ---------------------------------------------- | ----------------------------------------------- | --------------------- |
| Рабат            | 2025       | Мая Джойнт Оксана Калашникова                  | Анджеліка Морателлі Камілла Розателло           | 6–3, 7–5              |
| Рабат            | 2024       | Ірина Хромачова Яна Сізікова (2)               | Анна Даніліна Сюй Їфань                         | 6–3, 6–2              |
| Рабат            | 2023       | Сабріна Сантамарія · Яна Сізікова              | Інгрід Гамарра Мартінс · Лідія Морозова         | 3–6, 6–1, [10–8]      |
| Рабат            | 2022       | Ходзумі Ері Ніномія Макото                     | Моніка Нікулеску · Олександра Панова            | 6–7(7–9), 6–3, [10–8] |
| Рабат            | 2020- 2021 | не проводився                                  | не проводився                                   | не проводився         |
| Рабат            | 2019       | Марія Хосе Мартінес Санчес Сара Соррібес Тормо | Хорхіна Гарсія Перес Оксана Калашнікова         | 7–5, 6–1              |
| Рабат            | 2018       | Ганна Блінкова Ралука Олару                    | Хорхіна Гарсія Перес Фанні Штоллар              | 6–4, 6–4              |
| Рабат            | 2017       | Тімеа Бабош Андреа Главачкова                  | Ніна Стоянович Марина Заневська                 | 2–6, 6–3, [10–5]      |
| Рабат            | 2016       | Ксенія Кнолль Александра Крунич                | Татьяна Марія Ралука Олару                      | 6–3, 6–0              |
| Марракеш         | 2015       | Тімеа Бабош (2) Крістіна Младенович            | Лаура Зігемунд Марина Заневська                 | 6–1, 7–6(7–5)         |
| Марракеш         | 2014       | Гарбінє Мугуруса Роміна Опранді                | Катаржина Пітер Марина Заневська                | 4–6, 6–2, [11-9]      |
| Марракеш         | 2013       | Тімеа Бабош Менді Мінелла                      | Петра Мартич Крістіна Младенович                | 6–3, 6–1              |
| Фес              | 2012       | Петра Цетковська Олександра Панова             | Ірина-Камелія Бегу Александа Каданцу            | 3–6, 7–6(5), [11–9]   |
| Фес              | 2011       | Андреа Главачкова Рената Ворачова              | Ніна Братчикова Сандра Клемешиць                | 6–3, 6–4              |
| Фес              | 2010       | Івета Бенешова Анабель Медіна Ґарріґес         | Луціє Градецька Рената Ворачова                 | 6–3, 6–1              |
| Фес              | 2009       | Аліса Клейбанова Катерина Макарова             | Сорана Кирстя Марія Кириленко                   | 6–3, 2–6, [10–8]      |
| Фес              | 2008       | Сорана Кирстя Анастасія Павлюченкова           | Аліса Клейбанова Катерина Макарова              | 6–2, 6–2              |
| Фес              | 2007       | Саня Мірза Ваня Кінґ                           | Андреа Ерітт-Ванк Анастасія Родіонова           | 6–1, 6–2              |
| Рабат            | 2006       | Янь Цзи Чжен Цзє                               | Ешлі Гарклроуд Бетані Маттек                    | 6–1, 6–3              |
| Рабат            | 2005       | Емілі Луа Барбора Стрицова                     | Лурдес Домінгес Ліно Нурія Льягостера Вівес     | 3–6, 7–6(5), 7–5      |
| Касабланка       | 2004       | Маріон Бартолі Емілі Луа                       | Катарина Среботнік Ельс Калленс                 | 6–4, 6–2              |
| Касабланка       | 2003       | Марія Емілія Салерні Хісела Дулко              | Олена Татаркова Ганрієта Нагійова               | 6–3, 6–4              |
| Касабланка       | 2002       | Патріція Вартуш Петра Мандула                  | Хісела Дулко Кончіта Мартінес Гранадос          | 6–2, 6–1              |
| Касабланка       | 2001       | Оса Свенссон Любомира Бачева                   | Марія Емілія Салерні Марія Хосе Мартінес Санчес | 6–3, 6–7(4), 6–1      |